# 롭 모건
롭 모건(Rob Morgan, 1973년 2월 24일 ~ )은 미국의 배우이다.
노스캐롤라이나주 뉴번에서 태어났다.

## 출연 작품

### 영화
- 돈 룩 업 (2021) - 테디 박사 역
- 스마일 (2022)

### 텔레비전
- 기묘한 이야기 (2016-현재)